# Cửa khẩu Co Sâu
Cửa khẩu Co Sâu là cửa khẩu tại vùng đất bản Co Sâu xã Cao Lâu, huyện Cao Lộc, tỉnh Lạng Sơn, Việt Nam .
Cửa khẩu Co Sâu thông thương sang Cửa khẩu Bắc Sơn (北山, Běi Shān) xã Trại An, huyện Ninh Minh tỉnh Quảng Tây, Trung Quốc .
Cửa khẩu là điểm cuối của Đường tỉnh 235, nối từ Quốc lộ 1 tại thành phố Lạng Sơn qua thị trấn Cao Lộc .